# Villingadalsfjall
El Villingadalsfjall és una muntanya de les illes Fèroe. Amb 841 metres, és la més alta de l'illa de Viðoy i la tercera de tot l'arxipèlag, després del Slættaratindur (882) i el Gráfelli (856 m).
Es troba al nord de la localitat de Viðareiði, a l'extrem nord de l'illa de Viðoy. El famós penya-segat del cap Enniberg forma part del vessant nord de la muntanya. Des del cim, si fa bon temps, es pot gaudir d'una bona vista de les sis illes que conformen el nord de l'arxipèlag.
Tenint en compte que les dues muntanyes més altes de les Fèroe es troben a l'illa d'Eysturoy, el Villingadalsfjall és la muntanya més alta de les sis illes del nord. La segona muntanya més alta d'aquest grup d'illes i, també, la quarta en altura de les illes Fèroe, és el Kúvingafjall de 830 metres, situada a Kunoy. El Villingadalsfjall és una de les deu muntanyes de les Illes Fèroe que passen dels 800 metres d'altura. És la més septentrional d'aquest grup i l'única que hi ha a l'illa de Viðoy.